# Meriones vinogradovi
Meriones vinogradovi is een zoogdier uit de familie van de Muridae. De wetenschappelijke naam van de soort werd voor het eerst geldig gepubliceerd door Heptner in 1931.